# Hodoedocus maculatum
Hodoedocus maculatum är en insektsart som beskrevs av Henry Fairfield Osborn 1909. Hodoedocus maculatum ingår i släktet Hodoedocus och familjen dvärgstritar. Inga underarter finns listade i Catalogue of Life.